# Toni Vodišek
Toni Vodišek (7 de junho de 2000) é um velejador esloveno.

## Carreira
Vodišek nasceu em 7 de junho de 2000 em Izola, Eslovênia. Seu pai também era um kitesurfista, descrito como um dos "pioneiros" do esporte na Eslovênia. Seu pai tentou participar das Olimpíadas de Verão de 2012 quando o kitesurf estava em consideração para os jogos, mas sua carreira terminou devido a uma lesão. A primeira experiência de Vodišek no esporte veio aos seis anos de idade, e aos nove anos ele começou a competir em competições, na disciplina de estilo livre. Mais tarde, ele mudou para a corrida de pipa. Ele lembrou que quando seu pai se machucou e "não pôde continuar ... O equipamento estava na garagem e ele disse: 'agora você faz isso.'"
Em 2015, aos 15 anos, Vodišek foi vice-campeão europeu e mundial júnior e se classificou para a Copa do Mundo de Vela ISAF de 2015, onde chegou à final do evento Formula Kite. Então, de 2016 a 2018, ele ganhou três campeonatos europeus e mundiais júnior consecutivos; ele também competiu em competições seniores, ficando em sexto lugar no campeonato mundial de 2017 e em sétimo na Copa do Mundo de 2018. Vodišek foi selecionado para representar a Eslovênia nos Jogos Olímpicos de Verão da Juventude de 2018, onde ganhou uma medalha de prata e foi o porta-bandeira esloveno.
Vodišek ganhou a prata na Fórmula Kite no campeonato europeu sênior de 2019, a primeira medalha da Eslovênia no evento. Ele também ganhou três competições da World Series naquele ano. Em 2020, ele competiu com sua irmã, Marina, no campeonato europeu de equipes mistas, ficando em 10º lugar. Ele ganhou um título da World Series durante a temporada de 2021. Ele ganhou o campeonato europeu e mais tarde seu primeiro campeonato mundial em 2022.
Vodišek foi vice-campeão no Campeonato Mundial em 2023, o que o qualificou para as Olimpíadas de Verão de 2024, a primeira vez que a Fórmula Kite foi apresentada nos jogos. Ele foi nomeado o Velejador Esloveno do Ano de 2023. Ele chegou à final do Campeonato Mundial de 2024. Nas Olimpíadas, ele chegou à final e finalmente ganhou a medalha de prata, atrás de Valentin Bontus da Áustria. Ele serviu como porta-bandeira da Eslovênia na cerimônia olímpica de encerramento.